# Manzana de San Luis
Manzana de San Luis är en ort i Mexiko.   Den ligger i kommunen Ocampo och delstaten Michoacán de Ocampo, i den södra delen av landet, 120 km väster om huvudstaden Mexico City. Manzana de San Luis ligger 2 768 meter över havet och antalet invånare är 2 996.
Terrängen runt Manzana de San Luis är kuperad österut, men västerut är den bergig. Runt Manzana de San Luis är det ganska tätbefolkat, med 222 invånare per kvadratkilometer. Närmaste större samhälle är Heróica Zitácuaro, 16,3 km sydväst om Manzana de San Luis. I omgivningarna runt Manzana de San Luis växer i huvudsak blandskog.